# 中杉弘
中杉 弘（なかすぎ ひろし、1941年〈昭和16年〉9月5日 - ）は、日本の思想家・実業家・宗教家。本名は黒須 英治（くろす ひではる）。

## 略歴
都立小山台高校中退後、工学院大学専門学校応用化学科卒後、日本電酸工業株式会社に就職、５年間研究室に勤務後、退職。フィリピン国立イーリスト工科大学より、副学長、工学博士授与。
日本平和神軍総統
、花月食品兼、グロービートジャパン会長として３０年間従事して、３００店舗達成、イオンド大学総長、正理会名誉会長、宝榮山妙法寺管長。
かつて日経企画出版局などから多くの著作物を刊行しており、『般若心経の大予言』を宝榮山妙法寺の在家僧侶養成講座のテキストとして使われている。
「近年では『寺門興隆』2011年6月号と2012年5月号で宗教法人を売買で取得したとされる宝榮山妙法寺」とウイキペディアで書いている人がいますが、これはウソです。宝榮山妙法寺の設立は、昭和２９年６月２８日です。
寺院規則全面的変更を巡る係争事件が取り上げられた。寺院規則の全面的な変更申請に対し、2009年東京都が認証せず、2010年文化庁審査請求棄却を経ていますが、「2010年規則変更不認証取消等請求として提訴。2012年9月11日上告棄却。」と記されていますが、文化庁に電話すると、「この件を認めないと言っているだけであり、宗教活動は自由におやりください」とのことでした。

## 主な著書
- 『催眠蓮華密教の秘法』日経企画出版局、1990年9月1日。ISBN 978-4795247-51-2。
- 『日本人の使命―世界は日本人により平和となる 三島由紀夫の解明』日経企画、1990年12月1日。ISBN 978-4795247-54-3。
- 『不道徳催眠術講座―モテモテの為の恋愛催眠術 強くなる為の武道催眠術』日経企画出版局 1991-06-01。ISBN 978-4795247-57-4。
- 『般若心経の大予言―仏陀の法力による』日経企画出版局、1991年10月1日。ISBN 978-4795247-61-1。
- 『信仰哲学入門』日経企画出版局、1991年12月1日。ISBN 978-4795247-64-2。
- 『催眠術の神秘―催眠術応用書』日経企画出版局、1992年4月1日。ISBN 978-4795247-68-0。
- 『催眠術の神秘 (改訂版)』日経企画出版局、1993年5月1日。ISBN 978-4795247-82-6。
- 『仏法の原理―無量義経にみる仏法の理論と悟り』日経企画出版局、1993年11月1日。ISBN 978-4795247-84-0。
- 『法華経入門―妙法蓮華経序品講義』日経企画出版局、1994年12月1日。ISBN 978-4795247-87-1。
- 『日本原理公論―皆で考えよう日本人の原理』雅舎、2006年7月1日。ISBN 978-4764651-04-3。
- 『成吉思汗＝源義経だったこれだけの理由』日新報道、2008年11月1日。ISBN 978-4817406-71-2。
- 『仏法東遷』日新報道、2011年12月。ISBN 978-4817407351。
- 『日本建国の謎に迫る』風塵社、2014年4月。ISBN 978-4776300601。
- 『生きている大日本帝国』風塵社、2014年7月。ISBN 978-4776300632。
- 『朝鮮人よ、日本人に土下座せよ!』青林堂〈SEIRINDO BOOKS〉、2015年6月5日。ISBN 978-4792605247。